# Vivi Kreutzberger
Vivian Nina Kreutzberger Muchnick (Santiago, 28 de agosto de 1965) es una presentadora de televisión chilena, hija del también presentador de televisión Don Francisco.

## Estudios y vida personal
Sus estudios primarios y secundarios los hizo en el Instituto Hebreo de Santiago de Chile hasta 1983.
Se casó con su compañero de curso Andrés Numhauser, con quien tuvo cinco hijos. Tras años separada, se casó por segunda vez con el director y productor de televisión Robert Wilkins, quien tenía tres hijos de una relación anterior.
Estudió Psicología y Periodismo en la Universidad Gabriela Mistral.

## Carrera televisiva
Su llegada a la televisión fue de manera fortuita. En 1998 Don Francisco inauguró en Santiago de Chile el restaurant temático Estudio Gigante, pero como su agenda era muy ocupada, quien se encargó de las relaciones públicas fue Vivian. A raíz de esto fue invitada a dos emblemáticos programas de la época: Plaza Italia, de Rock & Pop, y Viva el lunes, de Canal 13. Estas apariciones le permiten descubrirse como gran conversadora y potencial comunicadora. 
El 17 de julio de 1999 debutó de manera estable con un pequeño segmento en Sábado gigante de Canal 13. Esto permitió acercar nuevamente al público chileno el programa que desde 1992 se producía íntegramente en Miami, Estados Unidos.
En 2002 se transformó en la animadora oficial de Sábado gigante en su versión para Chile acompañada por un staff que incluía a los modelos Hotuiti y Rodrigo, el ballet de Andrea Hoffmann y el humor de Los sepultureros. Solo dos o tres segmentos se tomaban del programa hecho en Miami.
En 2005 debutó con el estelar Gigantes con Vivi, un espacio que tuvo cinco temporadas y la consolidó como entrevistadora de figuras del espectáculo y la política. También presentó la versión chilena de Cantando por un sueño.
En enero de 2010, a través de una portada de Revista Caras, anunció su retiro de Canal 13 y llegada a Mega. Se mantuvo por tres años y luego de conducir el docu-reality ¿Quién quiere casarse con mi hijo?, en 2012 se retiró de la televisión. 
Para 2017 se encontraba radicada en Londres junto a su marido.
En 2021 vuelve a Chile y a la televisión fichando por TV+. Su programa en este canal, el programa de entretenimiento Más Vivi que nunca, se emitió desde julio de 2021 hasta diciembre de 2022, cuando fue cancelado.

## Programas de televisión
| Año       | Programa                           | Rol          | Canal    |
| --------- | ---------------------------------- | ------------ | -------- |
| 1999-2007 | Sábado gigante                     | Presentadora | Canal 13 |
| 2003-2009 | Gigantes con Vivi                  | Presentadora | Canal 13 |
| 2007      | Festival de Vivi del Mar           | Presentadora | Canal 13 |
| 2007      | Cantando por un sueño              | Presentadora | Canal 13 |
| 2010      | Identity                           | Conductora   | Mega     |
| 2010-2011 | Gigantes con Vivi                  | Conductora   | Mega     |
| 2012      | ¿Quién quiere casarse con mi hijo? | Presentadora | Mega     |
| 2021-2022 | + Vivi que nunca                   | Conductora   | TV+      |